# Лосянка
Лосянка, Лосинка — річка в Україні у Вишгородському районі Київської області. Права притока річки Жидок (басейн Дніпра).

## Опис
Довжина балки приблизно 7,94 км, найкоротша відстань між витоком і гирлом — 5,94  км, коефіцієнт звивистості річки — 1,34 . Формується декількома струмками та загатами.

## Розташування
Бере початок в урочищі Перекоп у мішаному лісі. Тече переважно на північний схід через північно-західну околицю села Федорівки і у селі Любимівка впадає у річку Жидок, праву притоку річки Дніпра.